# Torre de Puiggraciós
La Torre de Puiggraciós és un monument del municipi de Figaró-Montmany (Vallès Oriental) declarat bé cultural d'interès nacional.

## Descripció
Torre de planta quadrada amb portal de llinda cantoner d'accés al recinte. La part inferior forma un talús on s'assenta la torre, de tres pisos d'alçada. A la planta baixa hi ha obertures d'espitllera, i una cornisa que marca l'alçada d'aquest pis. Els altres dos cossos tenen obertures rectangulars. La coberta és plana.

## Història
L'antiga torre de telègraf es construí l'any 1845. Se situa a 100 metres del Santuari de Puiggraciós, en un petit turó que té una situació estratègica i de visibilitat damunt les terres adjacents.